# Willy Rieger
Willy Rieger, född den 5 september 1904 i Breslau, död den 14 mars 1967 i Cuxhaven, var en tysk bancyklist som var specialist på sexdagarslopp av vilka han vann sex stycken (hälften i sin hemstad, Breslau) från 1926 till 1931.

## Meriter
| 1925/1926 Vinnare av Dortmunds sexdagars (mar.) med Fritz Knappe 2:a i Berlins sexdagars (jan.) med Franco Giorgetti 3:a i Breslaus sexdagars (feb.) med Fritz Knappe 1927/1928 Vinnare av Breslaus sexdagars (feb.) med Costante Girardengo 2:a i Berlins sexdagars (mar.) med Oskar Tietz 2:a i Leipzigs sexdagars (jan.) med Erich Junge 2:a i Stuttgarts sexdagars (feb.) med Erich Junge 1928/1929 Vinnare av Frankfurts sexdagars (nov./dec.) med Emil Richli Vinnare av Frankfurts sexdagars (feb.) med Oskar Tietz Vinnare av Breslaus sexdagars (feb.) med Emil Richli | 1929/1930 2:a i Berlins sexdagars (feb./mar.) med Georg Kroschel 3:a i Frankfurts sexdagars (jan./feb.) med Piet van Kempen 3:a i Breslaus sexdagars (feb.) med Karl Göbel 1930/1931 Vinnare av Breslaus sexdagars (feb./mar.) med Piet van Kempen 3:a i Berlins sexdagars (nov.) med Georg Kroschel 3:a i Kölns sexdagars (nov./dec.) med Georg Kroschel 1931/1932 3:a i Kölns sexdagars (nov./dec.) med Oskar Tietz 1932/1933 3:a i Berlins sexdagars (nov.) med Lothar Ehmer 3:a i Frankfurts sexdagars (feb.) med Lothar Ehmer 1933/1934 2:a i Köpenhamns sexdagars (feb.) med Willy Falck Hansen |